# Aeshna wittei
Aeshna wittei är en trollsländeart som beskrevs av Fraser 1955. Aeshna wittei ingår i släktet mosaiktrollsländor, och familjen mosaiktrollsländor. Inga underarter finns listade i Catalogue of Life.